# Ісраель Шамір
Ісраель Шамір (*1947, Новосибірськ, Росія) — російсько-ізраїльський письменник, перекладач і публіцист антисіоністської спрямованості. Православний християнин. Друкувався так само під іменами Ісраель Шамір Адам і Роберт Давид.
Критики Шаміра звинувачують його в антисемітизмі і називають «євреєм-самоненавистником».

## Біографія
Шамір закінчив фізико-математичну школу, потім навчався в Новосибірському університеті на математичному факультеті, а також на юридичному факультеті новосибірського філії Свердловського юридичного інституту. У юності примикав до дисидентського руху. У 1969 р. репатріювався до Ізраїлю, брав участь у війні Судного дня (1973 р.). Служив в елітному парашутно-десантному підрозділ і воював на єгипетському фронті. Пізніше як кореспондента радіостанції «Голос Ізраїлю» працював у країнах Південно-Східної Азії (В'єтнам, Камбоджа, Лаос). З 1975 р. проживав за межами Ізраїлю (Велика Британія, Японія). Сам Шамір стверджує, що він працював у російській службі Бі-Бі-Сі..
У 1980 р. Шамір повернувся до Ізраїлю.
Шамір є громадянином Швеції, деякі джерела стверджують, що його сім'я проживає там. У 2003 р. журналісти, що працюють для журналу Monitor і шведська некомерційна організація «Експо», що позиціонує себе як антирасистська, посилаючись на зібрані ним дані повідомили, що Шамір проживає у Швеції під ім'ям Еран Ермас і представила відповідну фотографію шведського паспорта з прізвищем Ермаса і фотографією Шаміра.
Інші критики Шаміра вважають, що він живе поперемінно в Ізраїлі та Швеції.
Згідно з твердженнями самого Шаміра, в наш час[коли?] він проживає в Ізраїлі в Яффі. Цю версію підтверджують і деякі репортажі.

## Політична і літературна діяльність
До кінця 70-х років XX століття Шамір розчарувався в сіоністської ідеї. Згідно з сайтом Шаміра, після повернення до Ізраїлю в 1980 р. він примкнув до лівої соціалістичної партії МАПАМ і працював її прес-секретарем.
В цей же час займається перекладами таких авторів як Агнон і Джойс. Автор нового перекладу Одіссеї Гомера російською мовою. Переклад робився з англійського перекладу поеми Лоренса Аравійського, виконаного в прозі.
У 1989-93 роках Ісраель Шамір, як кореспондента (згідно з його твердженням) газети «Гаарец» знаходився в Росії. У цей період Шамір почав співпрацювати з такими виданнями як «Правда», «Наш Современник», «Завтра». У цей же період Шамір став членом Спілки Письменників Росії.
Шамір Автор ряду книг про Ізраїль/Палестину публіцистичного та історично-країнознавчого характеру. Він часто публікується і дає інтерв'ю різним ЗМІ. Має власний сайт, де розміщені його статті багатьма мовами.
Згідно з журналом «Monitor» і групою «Експо» в Швеції він брав участь у пропалестінскіх демонстраціях і друкувався в лівій пресі, одна з його книжок, визначена групою «Експо» як «антисемітська» була видана в шведському виданні Alhambra.
Згідно з журналом «Monitor», у 2001 році, в одній з основних газет Норвегії «Adresseavisa» Ермас/Шамір стверджував, що перед терактом у Всесвітньому торговому центрі в Нью-Йорку 11 вересня 2001 року багато євреїв були попереджені про нього з допомогою СМС-повідомлень.
Ісраель Шамір пише: «Чим більше палестинців Гази загинуло від ізраїльської зброї, тим голосніше американські євреї кричали про нацистські газові камери. Ізраїль і Голокост стали стовпами нової єврейської релігії в США, підмінивши собою захирілий Старий Заповіт… Цей культ парафразує християнський нарратив, загибель євреїв прирівнюється до пристрастей Христових, а створення держави Ізраїль відповідає Воскресінню. Але тут схожість закінчується. Християнство не захищене законом, і на вулицях Парижа і Нью-Йорка можна бачити плакати з хрестами, що переростають в нацистську свастику. Культ же Голокосту суворо захищається законом».
Згідно з «Експо», Шамір надавав підтримку американській нацистській групі «Національний альянс», що організувала фестиваль «Рок проти Ізраїлю».